# Wilhelm August Carl Slevogt
Wilhelm August Carl Slevogt (* 30. November 1709 in Tonndorf; † 9. Juni 1767 in Freyburg (Unstrut)) war ein kurfürstlich-sächsischer Kommissionsrat und Amtmann zu Freyburg sowie Rittergutsbesitzer.

## Leben
Nach dem Schulbesuch schlug Wilhelm August Carl Slevogt eine Verwaltungslaufbahn im Dienst der Wettiner am Hof in Dresden ein und stieg bis zum Kommissionsrat auf. Zuletzt war er Amtmann im Amt Freyburg.
Bekannt wurde Slevogt u. a. aus seinem bis England gelangten Bericht vom 2. Januar 1753 von der an den Wiesen der Unstrut durch den über die Ufer getretenen Fluss erzeugten Art Wolle.
Am 12. Januar 1765 erwarb Slevogt von den Brüdern seiner Ehefrau, einer Tochter des königlich-polnischen und kurfürstlich-sächsischen Kammerkommissionsrat, Oberakzisekommissar und Amtmann zu Düben Johann Gottfried Benemann deren ererbtes Rittergut Schnellroda im Amt Freyburg. Dort ließ er seine Kinder vom späteren Pfarrer in Wenigensömmern, Johann Karl Wüstemann, ausbilden.
Wilhelm August Carl Slevogt starb am 9. Juni 1767 in Freyburg und hinterließ als Lehnserben aus der Ehe mit Christiana Amalia geborene Benemann (* 1726) die drei Söhne Johann August (* 18. Juli 1751), Carl Wilhelm (* 2. Februar 1753) und Christian Wilhelm (* 18. März 1759), die damals noch nicht volljährig waren. Seine Witwe Christiana Amalia Slevogt entschloss sich nach dem Tod ihres Mannes, ab Johannis des Jahres 1770 ihr Rittergut Schnellroda gemeinsam mit dem Schlossvorwerk in Freyburg für drei oder sechs Jahre zu verpachten. Sie selbst zog es vor, mit ihren Kindern vom Dorf in die Amtsstadt Freyburg zu ziehen. Als sie 1796 starb, erbten ihre Kinder das Rittergut Schnellroda, von denen im Jahre 1797 der Amtmann Carl Wilhelm Slevogt alle anderen Geschwister auszahlte und das Rittergut selbst übernahm.